# Мулькова, Анастасия Игоревна
Анастасия Игоревна Мулькова (род. 18 сентября 2001) - российская пловчиха в ластах.

## Карьера
Воспитанница пермской детско-юношеской спортивной школы водных видов спорта (тренер - Горбунов А.А.). Приказом министра спорта от 17 октября 2016 г.№ 155-нг Анастасии присвоено спортивное звание мастер спорта России.
На первенстве России 2017 года по подводному спорту (дайвинг) была первой на 100-метровой полосе препятствий, завоевала золото на 300-метровке (комплексное плавание), а также была второй - в ночном дайвинге.
На чемпионате мира 2018 года завоевала два «серебра»: в смешанной эстафете 4х2 км и на дистанции 6 км.
На первенстве мира 2018 года взяла «золото» в марафонском заплыве в ластах на 6000 метров, финишировав со временем 00:59.42,10.